# Russische militaire begraafplaats in Falkenrehde
De Russische militaire begraafplaats in Falkenrehde in de gemeente Ketzin/Havel is een militaire begraafplaats in Brandenburg, Duitsland. Op de begraafplaats liggen omgekomen Russische militairen uit de Tweede Wereldoorlog.

## Begraafplaats
Vrijwel alle militairen kwamen aan het einde van de oorlog om het leven. De begraafplaats bestaat uit graven met centraal gelegen een groot monument. Er liggen meer dan honderd omgekomen militairen begraven.